# Colonia Pastoril
Colonia Pastoril é uma comissão de fomento da Argentina, localizada na província de Formosa.